# Scambus cognatus
Scambus cognatus là một loài tò vò trong họ Ichneumonidae.